# Форман (Северна Дакота)
Форман (енгл. Forman) град је у америчкој савезној држави Северна Дакота.

## Демографија
По попису из 2010. године број становника је 504, што је 2 (-0,4%) становника мање него 2000. године.
| Група             | 2000.       | 2010.       |
| Белци             | 494 (97,6%) | 493 (97,8%) |
| Афроамериканци    | 1 (0,2%)    | 1 (0,2%)    |
| Азијати           | 0 (0,0%)    | 0 (0,0%)    |
| Хиспаноамериканци | 7 (1,4%)    | 6 (1,2%)    |
| Укупно            | 506         | 504         |